# Observatoire national de la délinquance et des réponses pénales
Ne doit pas être confondu avec Observatoire de la récidive et de la désistance.
 (mars 2012).
Si vous disposez d'ouvrages ou d'articles de référence ou si vous connaissez des sites web de qualité traitant du thème abordé ici, merci de compléter l'article en donnant les références utiles à sa vérifiabilité et en les liant à la section « Notes et références ».
L'Observatoire national de la délinquance et des réponses pénales (ONDRP) est un organisme français ayant existé entre 2004 et 2020. Il est chargé de rendre compte des évolutions des phénomènes délinquants et criminels en France ainsi que des réponses pénales qui y sont apportées.

## Historique
- 23 juillet 2001 : Lettre de mission de Lionel Jospin, Premier ministre, au député RPR Robert Pandraud et au député PS Christophe Caresche en vue de conduire une mission sur la mise en place « de nouveaux instruments statistiques aptes à rendre compte de l’évolution réelle de la délinquance, de l’activité des services d’enquête comme des suites données par l’institution judiciaire et permettant de passer d’une logique de constat des infractions à une logique de mesure de l’insécurité et des résultats obtenus »[réf. nécessaire].
- Janvier 2002 : Publication du rapport Caresche/Pandraud préconisant la création d’un observatoire national de la délinquance.[réf. nécessaire]
- Juillet 2002 : Présentation de la loi d'orientation et de programmation pour la sécurité intérieure (ou LOPSI) par le Ministre de l'Intérieur et annonce de la création d'un observatoire national de la délinquance.
- Novembre 2003 : Installation du conseil d’orientation de l’observatoire national de la délinquance par le ministre de l’Intérieur, de la Sécurité intérieure et des Libertés locales.[réf. nécessaire]
- 27 juillet 2004 : Publication du décret créant l’INHES et, en son sein, le département observatoire national de la délinquance (art. 2)[1].
- Février 2006 : premier communiqué mensuel sur les faits constatés par les services de police et les unités de gendarmerie, sur 12 mois glissants et selon les indicateurs propres à l’OND.
- Janvier 2010 : l’Observatoire national de la délinquance devient l’Observatoire national de la délinquance et des réponses pénales (ONDRP) (décret du 28 octobre 2009 relatif à l’Institut national des hautes études de la Sécurité et de la Justice (INHESJ)). Son champ de compétence est élargi aux réponses pénales et à l’évaluation de l’activité des services de police et des unités de gendarmerie.
- 2010-2014: renforcement du personnel de l'ONDRP. Élargissement, des champs d'études, approfondissement et diversification des publications. En parallèle, l'Observatoire acquiert une reconnaissance au niveau international et est régulièrement consulté à ce titre.
- 1er octobre 2015 : le décret no 2015-1213[2] renforce la place du monde de la recherche au sein du conseil d’orientation[3] et encadre la nomination de son président par un avis de l’Autorité de la statistique publique.
- 2015-2018 : le programme de travail de l’ONDRP favorise l’approche opérationnelle ou criminologique des phénomènes, tout en renforçant l’exploitation de l’enquête nationale de victimation « Cadre de vie et sécurité » (CVS) et en mettant en perspective les différentes sources de données et d’informations, en lien avec l'Insee. Des partenariats opérationnels sont ainsi davantage établis avec des services de la police, de la gendarmerie nationale et de la Justice, et l’ONDRP pilote ou participe à des groupes de travail interministériels ou associant d’autres acteurs institutionnels dans des thématiques nécessitant des approches nouvelles et croisées. Depuis 2015, ses publications se répartissent en collections synthétiques ou longues, à un rythme d’environ vingt par an. Des partenariats internationaux avec la Commission européenne[4] et l’Université de Montréal[5] et la participation à des colloques internationaux viennent renforcer la diversité des éclairages de l’ONDRP ainsi que sa visibilité, tout en diversifiant ses sources de financement.
- 2020 : l’INHESJ et l’ONRDP sont supprimés. Les activités de l’observatoire sont transférées en partie au Service statistique ministériel de la sécurité intérieure (SSMSI du ministère de l'Intérieur, dépendant de l'Institut des hautes études du ministère de l'Intérieur - IHEMI, créé en septembre 2020)[6].

L'arrêt de cette collecte des informations est dénoncée par plusieurs mouvements féministes, la disparition de ces données comportant le risque d'empêcher de façon crédible la sensibilisation au problème des violences faites aux femmes. En 2018, le ministère de l'Intérieur indique que « le futur dispositif d’enquête de victimation à compter de 2022 aura vocation à être examiné, le moment venu, par le Conseil national de l’information statistique » avec « pour objectif des résultats les plus représentatifs possible à un coût maîtrisé ». Pour un responsable de l'ONDRP, cette décision entraîne le double risque de la dégradation des données produites, et de la rupture dans homogénéité des données empêchant toute comparaison avec les données antérieures, alors que la collecte de ces chiffres sur des bases régulières avait été jugée comme une des bonnes pratiques de la France en matière d'égalité de genre.

## Missions
Les missions de l'ONDRP sont de :
- recueillir et exploiter les sources de données disponibles sur la délinquance et les réponses pénales : police et gendarmerie, enquête de victimation, justice, administrations, universités, ordres professionnels, organisations internationales et instituts à l’étranger ;
- réaliser des études sous des angles statistiques, criminologiques, sociologiques et cartographiques ;
- diffuser ses travaux, par des publications régulières et illustrées, en format synthétique ou de recherche, par des interventions dans les medias, et en participant aux travaux du monde de la recherche.

En collaboration avec l’INSEE et le Service statistique ministériel de la sécurité intérieure, l’Observatoire est responsable de l’enquête annuelle nationale de victimation « cadre de vie et sécurité » et en exploite les résultats. Une partie de ces résultats concernant les violences sexistes et sexuelles est harmonisée et exploitée par l'Observatoire national des violences faites aux femmes, un organisme dépendant de la mission interministérielle pour la protection des femmes contre les violences et la lutte contre la traite des êtres humains (MIPROF).